# Czarnolas (województwo zachodniopomorskie)
Czarnolas – mała osada śródleśna w Polsce położona w województwie zachodniopomorskim, w powiecie sławieńskim, w gminie Darłowo.
Według danych z 28 września 2009 roku osada miała 3 stałych mieszkańców.
W latach 1975–1998 miejscowość położona była w województwie koszalińskim.